# Konkurs Piosenki Eurowizji 2026
Ten artykuł dotyczy przyszłego wydarzenia. Informacje w nim zawarte mogą się zmienić wraz z pojawieniem się nowych faktów, a początkowe doniesienia mogą być niepewne. Ostatnie aktualizacje tego artykułu mogą nie odzwierciedlać najbardziej aktualnych informacji.
70. Konkurs Piosenki Eurowizji odbędzie się 12, 14 i 16 maja 2026 roku w Wiener Stadthalle w Wiedniu. Koncerty zorganizuje Europejska Unia Nadawców i austriacki nadawca Österreichischer Rundfunk (ORF). Obecnie dwadzieścia trzy państwa wyraziły chęć udziału w tej edycji konkursu.

## Lokalizacja

### Miejsce organizacji konkursu
Telewizja ORF otrzymała prawa do organizacji 70. Konkursu Piosenki Eurowizji dzięki wygranej JJ-a, reprezentanta Austrii w finale konkursu w 2025. 20 sierpnia 2025 ogłoszono, że konkurs zostanie rozegrany na terenie Wiener Stadthalle w Wiedniu, w dniach 12, 14 i 16 maja 2026. Według oszacowań miasto Wiedeń przeznaczy 22,6 miliona euro na organizację konkursu.

Wiener Stadthalle, miejsce organizacji konkursu

Uroczysta ceremonia otwarcia konkursu i defilada uczestników po turkusowym dywanie odbędzie się 10 maja w Ratuszu Wiedeńskim.

### Proces wyboru miejsca organizacji
Po zwycięstwie Austrii w Konkursie Piosenki Eurowizji w 2025 krajowy nadawca rozpoczął przygotowania do organizacji kolejnego konkursu, w tym m.in. rozpoczęcie negocjacji z władzami miast-kandydatów do przygotowania widowiska. Chęć organizacji 70. Konkursu Piosenki Eurowizji wyrazili włodarze miast: Wiednia, Innsbrucku (którzy wskazali obiekt Olympiahalle), Grazu (Stadthalle Graz), i Welsu (gdzie trwa budowa nowej hali).

## Organizacja
W czerwcu 2025 Europejska Unia Nadawców (EBU) ogłosiła, że Martin Österdahl ustępuje z funkcji kierownika wykonawczego podczas 23. Konkursu Piosenki Eurowizji Junior, a także Konkursu Piosenki Eurowizji od 2026 roku. 
Producentem wykonawczym konkursu z ramienia austriackiego nadawcy Österreichischer Rundfunk (ORF) został Michael Krön. 

## Uczestnicy

### Półfinały
| Kraj        | Wykonawca        | Utwór            | Język            |
| ----------- | ---------------- | ---------------- | ---------------- |
| Albania     | grudzień 2025    | grudzień 2025    | grudzień 2025    |
| Azerbejdżan |                  |                  |                  |
| Cypr        |                  |                  |                  |
| Dania       | 14 lutego 2026   | 14 lutego 2026   | 14 lutego 2026   |
| Finlandia   | 28 lutego 2026   | 28 lutego 2026   | 28 lutego 2026   |
| Grecja      |                  |                  |                  |
| Holandia    |                  |                  |                  |
| Izrael      |                  |                  |                  |
| Litwa       | 27 lutego 2026   | 27 lutego 2026   | 27 lutego 2026   |
| Luksemburg  | 24 stycznia 2026 | 24 stycznia 2026 | 24 stycznia 2026 |
| Łotwa       | 14 lutego 2026   | 14 lutego 2026   | 14 lutego 2026   |
| Malta       |                  |                  |                  |
| Norwegia    |                  |                  |                  |
| Polska      |                  |                  |                  |
| Serbia      |                  |                  |                  |
| Szwajcaria  |                  |                  |                  |
| Szwecja     |                  |                  |                  |

### Finał
| Kraj            | Wykonawca      | Utwór          | Język          |
| --------------- | -------------- | -------------- | -------------- |
| Austria         | luty 2026      | luty 2026      | luty 2026      |
| Francja         |                |                |                |
| Hiszpania       | 14 lutego 2026 | 14 lutego 2026 | 14 lutego 2026 |
| Niemcy          |                |                |                |
| Wielka Brytania |                |                |                |
| Włochy          | 28 lutego 2026 | 28 lutego 2026 | 28 lutego 2026 |

## Pozostałe kraje
Możliwość wzięcia udziału w Konkursie Piosenki Eurowizji wymaga narodowego nadawcy z aktywnym członkostwem w EBU, który będzie mógł nadawać konkurs za pośrednictwem sieci Eurowizji. EBU ogłosi zaproszenie do udziału w konkursie do wszystkich pięćdziesięciu sześciu aktywnych członków.

### Aktywni członkowie EBU
- Australia – 7 lutego 2025 australijski nadawca Special Broadcasting Service (SBS) zachęcił do przesyłania artystów i piosenek na konkurs w 2026 za pośrednictwem podanego przez siebie maila[53][54]. 10 lutego stacja sprostowała, że nie jest to równoznaczne z potwierdzeniem udziału Australii w konkursie w 2026, a szczegóły w tej sprawie zostaną ujawnione w późniejszym terminie[55].
- Belgia – 7 lipca 2025 szef belgijskiej delegacji z ramienia walońskiego nadawcy RTBF Michaël De Lil potwierdził, że kraj weźmie udział w konkursie w 2026[56][57], lecz 9 lipca belgijsko-flamandzki nadawca VRT poinformował, że RTBF nie chce jeszcze oficjalnie potwierdzić swojego udziału w konkursie, choć i tak zamierza kontynuować swój proces wyboru bez zmian[58][59].
- Bośnia i Hercegowina – 13 maja 2025 była szefowa bośniackiej delegacji, Lejla A. Babović, udzieliła wywiadu, w którym szczegółowo opisała powody przez które bośniacki nadawca Bosanskohercegovačka radiotelevizija (BHRT) w dalszym ciągu nie jest w stanie zorganizować powrotu kraju na konkurs. Niemniej Babović przyznała, że istnieje możliwość powortu Bośni i Hercegowiny na konkurs w 2026, stwierdzając: „Jeśli spłacimy dług do listopada [2025] i zaczniemy poważnie pracować nad udziałem, możemy wrócić w 2026 roku, ale wymaga to wysiłku ze strony BHRT, państwa, sponsorów i ludzi, aby wybrać właściwą piosenkę i wrócić jako poważni zawodnicy”[60]. 14 czerwca Babović w rozmowie z polskim portalem ESCSpot stwierdziła, że obecnie kraj nie mógłby wrócić na konkurs nawet przy wsparciu sponsora, gdyż EBU pierw żąda spłacenia całego zadłużenia[61]. 9 lipca 2025 bośniacki nadawca oficjalnie potwierdził, że nie weźmie udziału w konkursie w 2026 z powodu istniejącej przeszkodzy finansowej, z którą mierzy się BHRT[62].
- Czarnogóra – 19 maja 2025 jeden z produentów Montesonga(inne języki) Danijel Alibabić(inne języki) wezwał władze Czarnogóry do większego zaangażowania się w wysiłki czarnogórskiego nadawcy Radioteleviziji Crne Gore (RTCG) związane z Eurowizją 2026[63]. Tego samego dnia szefowa czarnogórskiej delegacji Vladana Vučinić stwierdziła w artykule podsumowującym konkurs w 2025, który opublikowała na stronie internetowej RTCG: „Do zobaczenia w przyszłym roku”[64]. 15 czerwca 2025 czarnogórski nadawca Radiotelevizija Crne Gore (RTCG) poinformował, że swoją decyzję o udziale w konkursie podejmie pod koniec września 2025 roku[65].
- Czechy – 15 czerwca 2025 Radek Konečný, przedstawiciel działu prasowego czeskiego nadawcy Česká televize (ČT) poinformował, że decyzja o tym czy kraj zamierza wziąć udział w konkursie w 2026 zapadnie jesienią[66].
- Islandia – 13 sierpnia 2025 Eva Georgs Ásudóttir, dyrektorka programowa islandzkiego nadawcy Ríkisútvarpið (RÚV) poinformowała, że decyzja o udziale Islandii w konkursie w 2026 zostanie ogłoszona na jesieni[67].
- Macedonia Północna – 7 listopada 2024 macedoński portal Fokus(inne języki) poinformował, że pracownik macedońskiego nadawcy MRT anonimowo przyznał w rozmowie z tabloidem, że zarząd stacji jest przekonany, iż istnieje potrzeba stworzenia nowego formatu selekcyjnego który powinien nadążać za stale zwiększającymi się standardami eurowizyjnymi. Zapewnił także, że macedońska telewizja robi „wszystko co w ich mocy” aby zapewnić państwu udział „na poziomie”, być może już nawet w konkursie w 2026[68]. Macedońska dziennikarka Ałeksandra Jowanowska (która była także członkinią macedońskiej delegacji do czasu ostatniego udziału kraju w konkursie i komentatorką konkursu dla MRT w latach 2009, 2020, 2023, 2024 i 2025) udzieliła wywiadu w programie MRT Makedonija nautro, w którym stwierdziła, że macedońska telewizja nadal jest zainteresowana zorganizowaniem powrotu Macedonii Północnej na Eurowizję. Jowanowska przyznała też, że istnieje wielu artystów, którzy wyrazili już swoją gotowość do reprezentowania państwa w konkursie w razie jego powrotu, lecz największym problemem jest obecnie brak odpowiedniego formatu selekcyjnego, a festiwal MakFest(inne języki) nie mógłby spełnić tej roli, gdyż „poziom piosenek na tym wydarzeniu odbiega poziomem od europejskiej i światowej sceny”. Kolejnym wymienionym problemem są koszta uczestnictwa; Jowanowska jako przykłady wskazała fundusze potrzebne na scenografię, pirotechnikę, oświetlenie i opłacenie reżyserów występów[69].
- Mołdawia – 22 stycznia 2025 mołdawski nadawca TeleRadio-Moldova (TRM) ogłosił, że wycofuje się z udziału w konkursie w 2025. Szefowa mołdawskiej delegacji Daniela Crudu zapewniła wówczas, że stacja „zadba o to, aby powrócić do Eurowizji w pełnej sile”[70]. Na obecną chwilę telewizja nie skomentowała jeszcze swoich planów w sprawie konkursu w 2026 roku.
- Rumunia – 14 kwietnia 2025 Dan Turturică(inne języki), prezes rumuńskiego nadawcy Televiziunea Română (TVR), poinformował, że stacja zorganizuje powrót Rumunii do konkursu „wtedy, gdy relacje pomiędzy TVR a rumuńskimi producentami muzycznymi zostaną zresetowane. [...] Ponadto, wrócimy kiedy będziemy w stanie wysłać artystów, którzy naprawdę są na szczycie przemysłu muzycznego w naszym kraju”[71].
- San Marino – 5 lipca 2024 Rząd San Marino przyjął ustawę, która zatwierdziła udział San Marino w konkursie w 2026[72]. W dokumecie stwierdzono, że „decyzję podjęto z uwagi na znaczenie i wpływ jaki niesie za sobą udział w Konkursie Piosenki Eurowizji, na rozgłos i wizerunek Republiki San Marino na arenie międzynarodowej, a także na obecność kraju w europejskich mediach”[73]. Sanmaryński nadawca San Marino RTV (SMRTV) 5 sierpnia 2025 opublikował oświadczenie w którym stwierdził, że na obecną chwilę nie chce jeszcze oficjalnie potwierdzić udziału San Marino w konkursie w 2026, a wspomniana uchwała jest tylko „wstępem do ewentualnego zaangażowania SMRTV w międzynarodowym wydarzeniu muzycznym”, co nie jest jednoznaczne z potwierdzeniem udziału[74]. Końcowo w komunikacie SMRTV stwierdzono, że zastrzeżenia zostaną zniesione w „rozsądnym terminie”, gdy zostaną rozstrzygnięte wszystkie sprawy wewnętrzne pomiędzy nadawcą a EBU[75].
- Słowacja – 29 maja 2025 Filip Púchovský, rzecznik prasowy słowackiego nadawcy Slovenská televízia a rozhlas (STVR), oświadczył, że stacja planuje ponownie ocenić swój udział w konkursie i być może do niego powrócić w „przypadku sprzyjających warunków budżetowych i artystycznych”[76]. 23 lipca 2025 Púchovský wydał kolejne oświadczenie w którym stwierdził, że „koszty pełnego udziału, w tym opłaty licencyjne, produkcja i logistyka, są nieproporcjonalnie wysokie w porównaniu z przychodami i wpływem społecznym”, przez co Słowacja nie weźmie udziału w konkursie w 2026[77][78].
- Słowenia – 26 maja 2025 Ksenija Horvat(inne języki), dyrektorka słoweńskiego nadawcy Radiotelevizija Slovenija (RTV SLO), poinformowała, że rozważy dalszy udział Słowenii w konkursie, jeśli „EBU nie podejmie konkretnych kroków i nie zajmie się problemami” związanymi z dalszą obecnością Izraela w konkursie[79].
- Ukraina – 13 sierpnia 2025 ukraiński nadawca publiczny Suspilne zorganizował spotkanie z fanami konkursu, podczas którego została omówiona kwestia możliwego ulepszenia formatu Widbir, który służył przez ostatnie lata jako metoda wyboru reprezentanta kraju. Niemniej jednak Suspilne poinformowało, że udział Ukrainy w konkursie w 2026 roku nie został jeszcze potwierdzony[80].

Poniższe kraje potwierdziły, że nie planują powrócić do udziału w konkursie w 2026 bez podania przyczyny:
- Andora – RTVA[81][82][83]

Poniższe kraje uczestniczyły w poprzedniej edycji, ale do tej pory nie skomentowały w żaden sposób swojego udziału w tej edycji konkursu:

- Armenia
- Chorwacja
- Estonia
- Gruzja
- Irlandia
- Portugalia

### Stowarzyszeni członkowie EBU
- Kazachstan – 8 lipca 2025 Kiemielbiek Ojszybajew, przewodniczący rady dyrektorów kazachskiego nadawcy Khabar Agency poinfofmował, że dyrektor generalny EBU Noel Curran(inne języki) miał pozytywnie zareagować na propozycję zaproszenia Kazachstanu do zorganizowania swojego debiutu w konkursie i zapowiedzieć, że kwestia potencjalnego dopuszczenia kraju do udziału w Eurowizji zostanie omówiona na przyszłym spotkaniu EBU[84].

## Nadawcy publiczni i komentatorzy
Poniższy spis uwzględnia nazwiska komentatorów poszczególnych nadawców publicznych transmitujących widowisko.
Kraje uczestniczące w konkursie
- Grecja – Jiorgos Kapudzidis(inne języki) (ERT – półfinały i finał)[85][86]